# Tricyrtis affinis
Tricyrtis affinis är en liljeväxtart som beskrevs av Tomitaro Makino. Tricyrtis affinis ingår i släktet skuggliljor, och familjen liljeväxter. Inga underarter finns listade.

## Bildgalleri

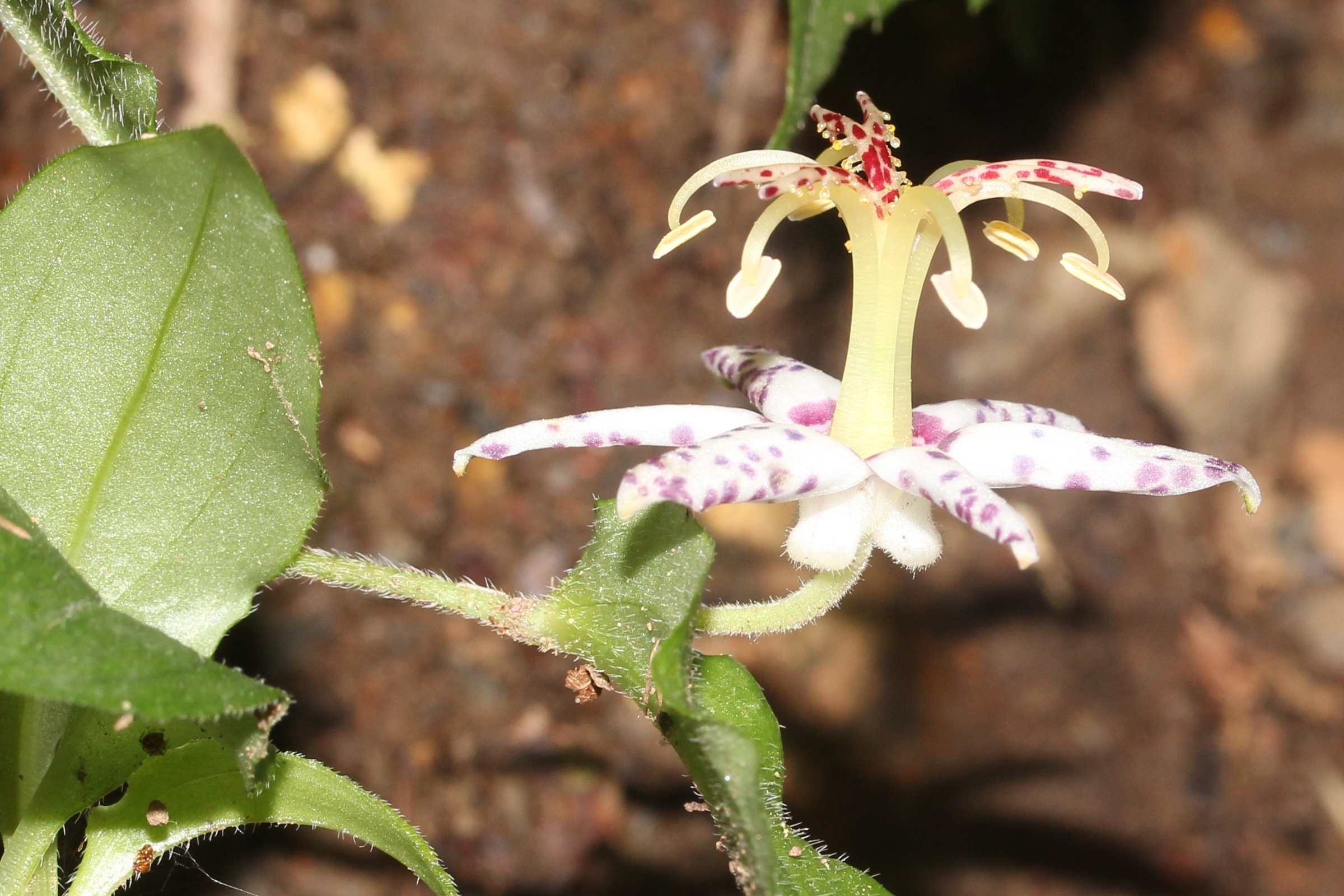
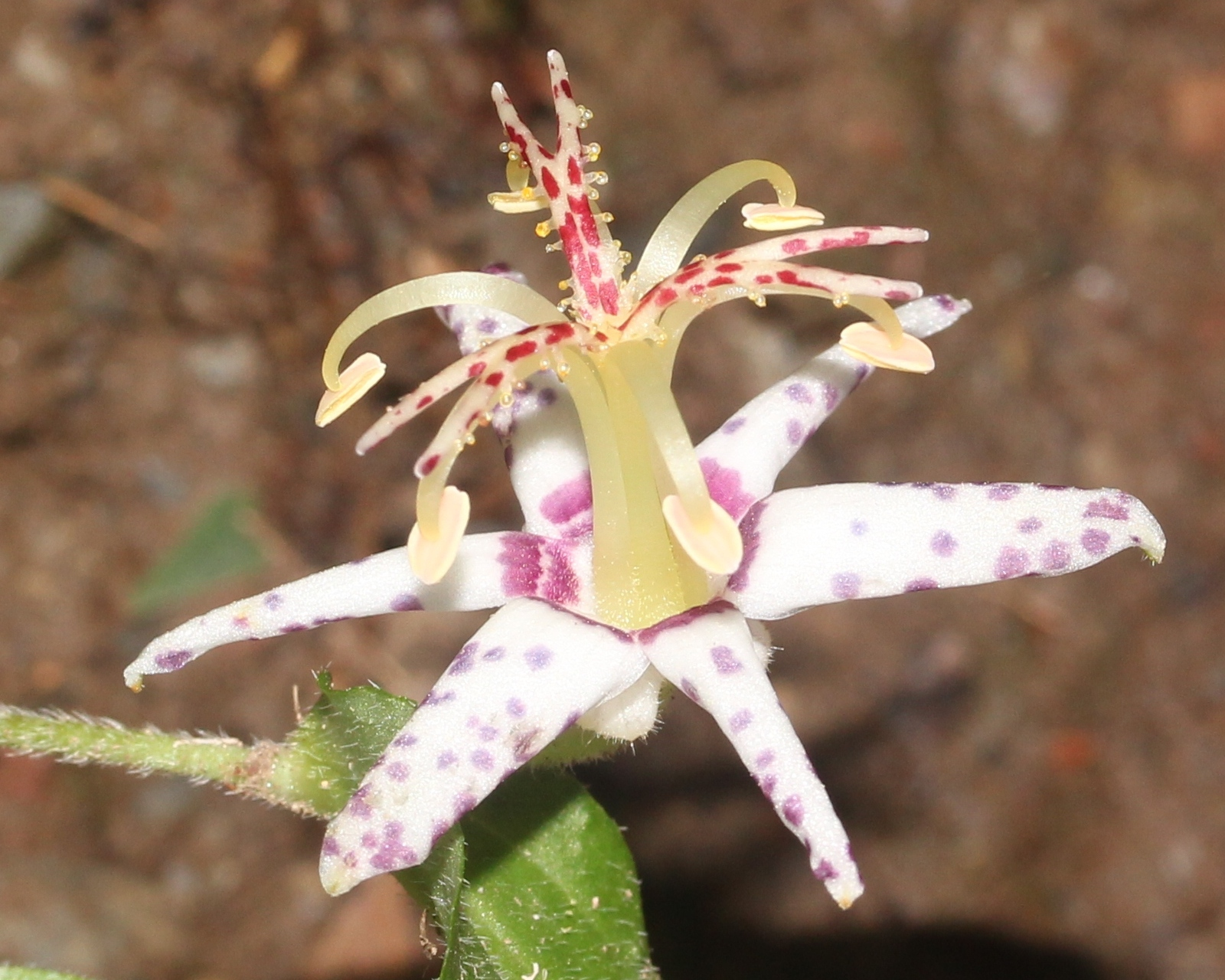
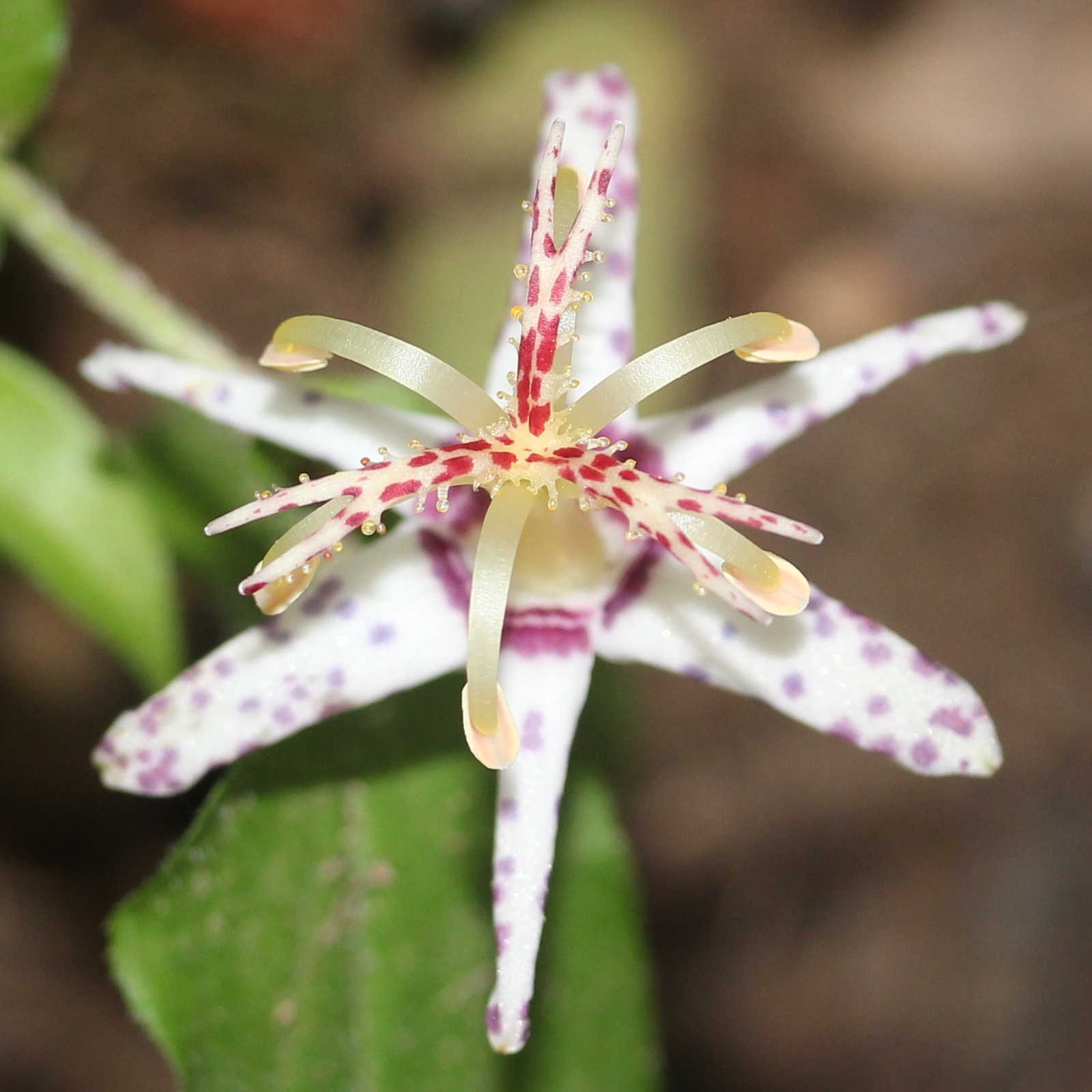
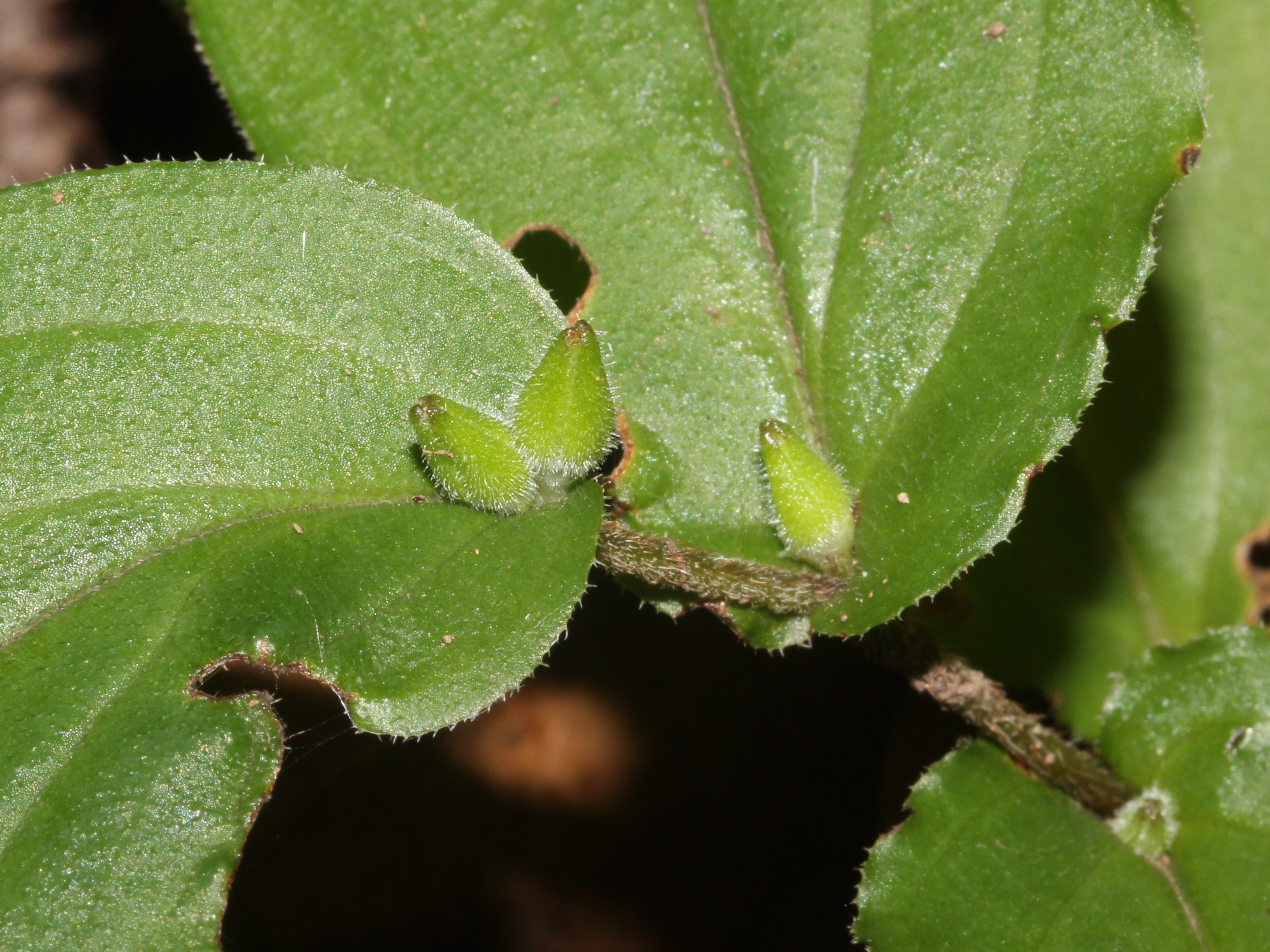